# Timorul de Est
Republica Democratică Timorul de Est este o țară insulară situată în partea de sud-est a Asiei, ocupând partea de răsărit a insulei indoneziene Timor, cea mai mare insulă din arhipelagul Sondelor Mici. Acesta se întinde și pe două insule mai mici (Palan Atarno și Palan Jaco), cuprinzând și enclava Oecusse din partea de vest a insulei principale (indoneziană).
Lungimea graniței pe uscat: 228 km
Lungime graniței pe apă (linie de coastă): 706 km
Țări învecinate: Indonezia 228 km

## Geografie

### Relief
Relieful acestui stat este predominant muntos (alt. max.: 2963 m — vf. Tatamailau), puternic accidentat, cu vulcani stinși și gheizere noroioase. Zona litorală prezintă un relief de câmpii înguste. Cel mai înalt punct este vf. Foho Tatamailau 2,963 m

### Clima
Clima este tropicală; caldă, umedă cu distincte anotimpuri ploioase și uscate.

### Agricultură
Suprafață ce poate fi cultivată: 8.20%
Suprafață irigată: 140 km pătrați

## Istorie
Țara a fost colonizată în secolul al 16-lea de către portughezi care au introdus și catolicismul, iar în 1975 în urma unei mișcări populare țara și-a declarat independența. Nouă zile mai târziu, Indonezia a invadat și a ocupat țara iar Timorul de Est a fost declarat a 27-a provincie a Indoneziei. Ocupația indoneziană a fost caracterizată de lupte violente între grupul separatist est-timorez și armata indonesiană cu pierderi însemnate în populația civilă est-timoreză.
În 1999, în urma actului de autodeterminare sponsorizat de Organizația Națiunilor Unite, Indonezia a renunțat la controlul asupra teritoriului Timorului de Est. În 20 mai 2002, Timorul de Est devine primul stat independent al secolului 21 și a aderat la Organizația Națiunilor Unite și la Comunitatea Țărilor de Limbă Portugheză.

## Demografie

Cele 14 subdiviuziuni administrative ale Timorului de Est

Grupuri etnice: austronezieni (malayo-polinezieni), papuași (negri), o comunitate redusă de chinezi.
Religii predominante: romano catolici 98%, musulmani 1%, protestanți 1% (2005)
Limbi vorbite: tetum (oficial), portugheză (oficial), indoneziană, engleză.
Timorul de Est este divizat in 14 municipalități (subdiviziuni teritoriale), care se subdivid în 66 de postrui administrative, 452 sucos (sate) și 2233 aldeias (cătune)
1. Oecusse
2. Liquiçá
3. Dili
4. Manatuto
5. Baucau
6. Lautém
7. Bobonaro
8. Ermera
9. Aileu
10. Viqueque
11. Cova Lima
12. Ainaro
13. Manufahi
14. Atauro

## Economie
Resurse naturale: aur, petrol, gaze naturale, marmură, mangan
PIB țară: $ 10.63 miliarde (2012 estimare)
Creștere PIB: 10% (2012 estimare)
Structură PIB: agricultură 25.60%, industrie 18.10%, servicii 56.3% (2012 estimare)
Populație aptă de muncă: 418,200 (2009)
Taxe și alte venituri colectate: venituri: $ 1.7 miliarde

### Transport
Transportul în Timorul de Est este redus, datorită sărăciei, proastei infrastructuri și a slabei rețele de comunicații. Condiția generala a drumurilor este inadecvată, capabilitățile telefoniei și internetului sunt încă limitate, în special în peisajul rural.

#### Rutier
Calitatea drumurilor este precară, traficul este intens, semnalizarea rutieră este deficitară, iar pe timp de noapte iluminatul este slab și, de aceea, condițiile de trafic sunt dificile. Rețeaua de drumuri cuprinde un total de 6 041 km, dintre care 2 600 km asfaltați și 3 440 km neasfaltați.

#### Feroviar
În Timorul de Est nu există căi ferate. Totuși, un plan care prevede construirea a 500 km de cale ferată dublă electrificată, a fost propus în 2012, unind Bobonaro de Los Palos, Dili de Betano în vest și Baucau de Uatolari în est

#### Naval
Singurul port din țară este in Dili, situat pe târmul Mării Banda, cu o capacitate relativ mică, de 3 nave și 1000 de containere. În iunie 2016, guvernul a semnat un acord cu Bolloré Group pentru a reconstrui portul. Contractul costă $490 milioane, pe o durată de 30 de anii, fiind cea mai mare investiție din istoria Timorului de Est. Planurile includ și construcția unui nou port, în Tibar Bay. În 14 iunie 2017, construcția a început, având să fie terminată la sfârșitul anului 2020.  

#### Aerian
Țara are 4 aeroporturi internaționale: 
- Aeroportul Internațional Presidente Nicolau Lobato (sau Aeroportul Internațional Comoro): din capitala Dili, fiind în timpul ocupației indoneziene principalul aeroport pentru civili.

- Aeroportul Oecusse: din satul Palaban, în apropierea orașului Pante Macassar, din enclavă, aeroportul fiind inaugurat in 18 iunie 2019. Are o pistă de 2200m.

- Aeroportul Internațional Suai (sau Aeroportul Internațional Commander in Chief of FALINTIL Kay Rala Xanana Gusmão): în apropierea orașului Suai, din sudul insulei, inaugurat in iunie 2017. Are o pistă de 1500m.

- Aeroportul Baucau (mai de mult Aeroportul Cakung): situat la 6,5 km vest de orașul cu acelați nume. În prezent servește atât civililor cât și militarilor. Acesta are o pistă mai lungă decât aeroportul din Dili. Înainte de 1975, acesta deservea traficului public internațional, fiind principalul aeroport al țării, însă dupa ocupația indoneziană, acesta a fost închis pentru civili și a fost folosit doar cu scopuri militare.

În 2012, pe suprafața țării se numărau în total 8 heliporturi.

### Turism
Una dintre cele mai importante atracții turistice din Timorul de Est este Cristo Rei, statuia de 27 de metri înălțime reprezentându-l pe Iisus Hristos, a doua cea mai mare statuie de acest gen din lume, rivalizând cu faimosul Cristo Redentor din Rio de Janeiro.Statuia a fost oficial dezvelită de către președintele indonezian Suharto în 1996, reprezentând un cadou al guvernului pentru poporul Est-Timorez. În jurul capitalei Dili se găsește un teritoriu misterios și deosebit de frumos, unde plajele nepopulate, virgine, conduc înspre pădurile tropicale dense, iar munții coboară până pe malurile oceanului. Vizitatorii acestei țări exotice ar trebui să se înarmeze cu medicamente ce combat înțepăturile țânțarilor , regiunea fiind inclusă în arealul infectărilor cu malarie.
Cea mai bună perioadă de a vizita Timorul de Est și pentru a experimenta apele sale calde, pline de specii de pești tropicali, pisici de mare, broaște țestoase și rechini, este în sezonul umed, ce se întinde de la sfârșitul lunii aprilie până în iulie, atunci când vremea este caldă iar scufundările în apele de lângă țărm se pot efectua în cele mai bune condiții.